# Georg Högström
Karl Georg Högström (ur. 4 listopada 1895 w Waukegan, zm. 9 kwietnia 1976) – szwedzki lekkoatleta.

## Kariera
Na Letnich Igrzyskach Olimpijskich 1920 zajął 8. miejsce w konkursie skoku o tyczce.